# 海人社
株式会社海人社（かいじんしゃ）は、月刊誌『世界の艦船』などを刊行する日本の出版社。

## 概要
1957年に石渡幸二が設立。現在、株式会社出版協同社（福林正之が1956年に創業）と同じ東京都新宿区新小川町のビルに本社事務所があり、日本書籍出版協会に登録している電話番号も出版協同社と同じである。
海人社の社名が確認できる初期のものとして、防衛庁が監修した渥美英著『自衛官へのすべて』（恒陽社、1966年10月）が確認される。当初は出版協同社と同じ出版者記号を使って出版していたが、現在の出版者記号は出版協同社とは別の「905551」である。
ウェブサイトも出版協同社と共同になっている。

## 刊行物
世界の艦船の他に、各種の増刊号として、『マスターズ・オブ・ジ・オーシャン』、『海上保安庁のすべて』などが刊行されている。